# Lucio Cornelio Escipión Asiático
Lucio Cornelio Escipión Asiático (En latín, Lucius Cornelius Scipio Asiaticus), también llamado Asiagenes o Asiageno, fue un general y político de la República romana. Murió en el 183 a. C.

## Carrera política
Hijo de Publio Cornelio Escipión y hermano de Escipión el Africano. Estuvo al servicio de su hermano en Hispania, donde tomó la ciudad de Oringis en el año 208 a. C., y a la terminación de la guerra fue enviado por su hermano a Roma, con la alegre noticia. Fue pretor en el año 193 a. C., cuando obtuvo la provincia de Sicilia.
Alcanzó el consulado en el año 190 a. C. con Cayo Lelio. El Senado no tenía mucha confianza en sus habilidades, y sólo a través de la oferta de su hermano el Africano que lo acompañaría como su legado obtuvo la provincia de Grecia y la conducción de la guerra contra Antíoco.
Feroz enemigo de la Liga Etolia, aliada de Antíoco III, se opuso a la paz negociada por Publio. A continuación, pasó a Asia, venciendo a Antíoco III el Grande en la batalla de Magnesia. Tras volver a Roma, recibió un triunfo, y el apodo de Asiático, como reconocimiento a su victoria en Asia Menor.
Sin embargo, los hermanos Escipión tenían un formidable enemigo en la persona de Marco Porcio Catón, que odiaba a su familia. En el año 187 a. C., Catón acusó a Lucio de apropiación de parte de la indemnización de guerra pagada por Antíoco III. Escipión Africano se sintió ultrajado, y desafiando al senado, destruyó los documentos financieros de la campaña, entre los aplausos de la multitud. Pero esta altiva conducta parece haber producido una impresión desfavorable, y Lucio fue llevado a juicio en el curso del mismo año, fue declarado culpable y condenado a pagar una fuerte multa. El pretor Quinto Terencio Culeón se comprometió entonces a arrestarlo y encarcelarlo si Asiático se negaba a pagar la multa y los tribunos de la plebe (a excepción de Tiberio Sempronio Graco) con Cayo Fannio a la cabeza anunciaron que no se opondrían.
A pesar de la pobreza a la que se dice que se vio reducido, celebró con gran esplendor, en el año 185 a. C. los juegos que había prometido en su guerra contra Antíoco. Valerio de Ancio relata que obtuvo el dinero necesario de una embajada a la que fue enviado después de su condena, para resolver las disputas entre los reyes Antíoco y Eumenes. 
Fue candidato a la censura en el año 184 a. C., pero fue derrotado por el viejo enemigo de su familia, Porcio Catón, que dio una prueba más de su odio a la familia, privando a Asiático de su caballo en la revisión de los équites. Parece, por tanto, que incluso hasta épocas tan tardías como ésta un eques no renunciaba a su caballo público al convertirse en un senador. 
Desalentado de la vida pública, se retiró a su villa de la Campania, donde murió al año siguiente.